# Abu Al-Khaseeb District
Abu Al-Khaseeb District är ett distrikt i Irak.   Det ligger i provinsen Basra, i den sydöstra delen av landet, 500 km sydost om huvudstaden Bagdad.